# Cynisca bifrontalis
Cynisca bifrontalis är en ödleart som beskrevs av  George Albert Boulenger 1906. Cynisca bifrontalis ingår i släktet Cynisca och familjen Amphisbaenidae. IUCN kategoriserar arten globalt som livskraftig. Inga underarter finns listade i Catalogue of Life.